# Charles IV à cheval
Charles IV à cheval (espagnol : Carlos IV a caballo) est une peinture à l'huile sur toile créée par Francisco de Goya entre 1800 et 1801. Il s'agit d'un portrait équestre de Charles IV d'Espagne. Le tableau est conservé au musée du Prado.

## Réalisation
D'après le musée du Prado, ce tableau a été créé entre juin 1800 et juillet 1801.
Ce tableau est destiné à la salle de représentation du palais royal de Madrid, où Charles IV dîne en présence de dignitaires étrangers. Divers portraits équestres de grand format y sont accrochés, dont un Velázquez (Philippe IV à cheval) et un du Titien (Charles Quint à cheval à Mühlberg), représentant les souverains espagnols de la dynastie des Habsbourg qui régna jusqu'à la fin du XVIIe siècle.

## Description
Il s'agit d'un portrait équestre dans lequel Charles IV porte un uniforme de colonel, et arbore un visage « fatigué ». Le cheval est un Andalou de robe pie.
Le tableau mesure 336 × 282 cm, il s'agit d'une peinture à l'huile sur toile.

## Parcours du tableau
Cette œuvre est conservée au musée du Prado, en Espagne.